# Catarhoe margaritata
Catarhoe margaritata är en fjärilsart som beskrevs av Barend J. Lempke 1950. Catarhoe margaritata ingår i släktet Catarhoe och familjen mätare. Inga underarter finns listade i Catalogue of Life.